# تمييز ضد اللاجنسيين

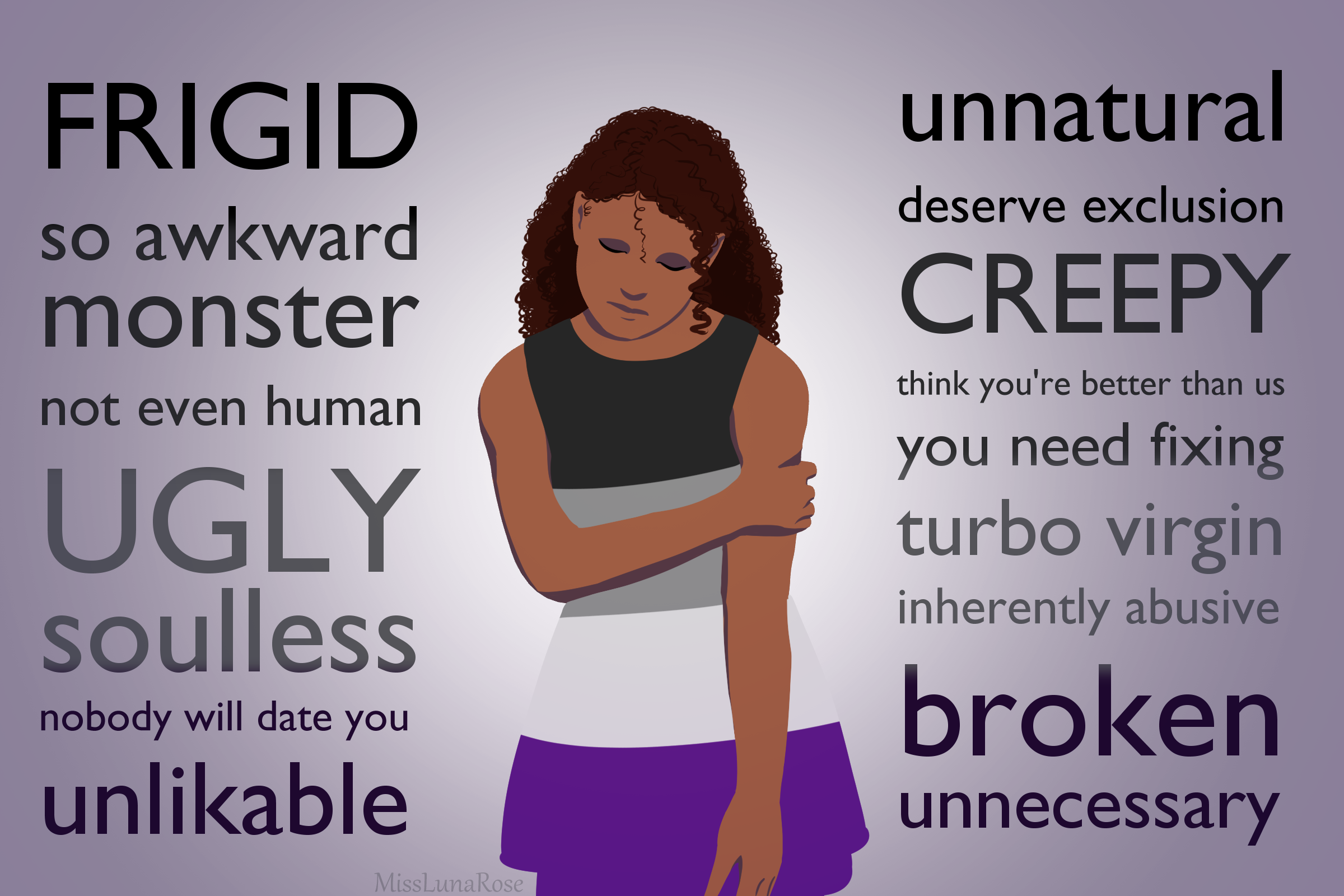
التمييز ضد اللاجنسيين

يُعرَف التمييز ضد اللاجنسيين أيضًا باسم رهاب اللاجنسية (بالإنجليزية: Acephobia، أو Aphobia)، وهو مجموع المشاعر، والسلوكيات، والمواقف السلبية المُتَّخذَة تجاه اللاجنسية أو الأشخاص الذين يقعون ضمن طيف اللاجنسية، وتتضمن المشاعر والتوصيفات السلبية تجاه اللاجنسية: التجريد من الصفات الإنسانية، الاعتقاد بأنّ اللاجنسية مرض نفسي، الاعتقاد بأنّ الأشخاص اللاجنسيين غير قادرين على الإحساس بالحب، ورفض قبول اللاجنسية كتوجه جنسي حقيقي.
قد يحدث الخلط بين مفهوم اللاجنسية ومفهوم التبتل في بعض الأحيان، على الرغم من اختلافهما؛ فالأول يعني عدم وجود انجذاب جنسي للآخرين، أو غياب الرغبة والاهتمام بالنشاط الجنسي، بينما يقتضي التبتل الانقطاع الاختياري عن ذلك لاعتقاداتٍ دينيةٍ في الغالب.
تحدث جرائم الكراهية ضد الأشخاص اللاجنسيين أيضًا، وقد يواجه اللاجنسيون كمياتٍ أكبر من التعصّب والتمييز مقارنةً بالأقليات الجنسية الأخرى.
يوجد بعض الجهود المبذولة لمكافحة ومناهضة التمييز ضد اللاجنسية من خلال التشريعات القانونية، أو التعليم (كورش العمل اللاجنسية).

## التصنيفات

### التمييز العام
تتضمن المواقف والسلوكيات التي تعتبر تمييزية فكرة أنّ اللاجنسية مرض نفسي، أنّ اللاجنسية مجرد مرحلة أو خيار، أنّ الأشخاص اللاجنسيون غير قادرين على الإحساس بالحب، والمواقف الأخرى التي تجعل الأشخاص اللاجنسيين يشعرون بالتجرّد من الصفات الإنسانية، كما يمكن أن تعتمد أوجه التمييز على أجزاء أخرى من هوية الشخص.
وجدت إحدى الدراسات بأنّ الأشخاص اللاجنسيون هم الأكثر تعرّضًا للا أنسنة (التجرد من الصفات الإنسانية) من بين الأقليات الجنسية الأخرى، وكذلك بأنّهم قد يواجهون تعصّبًا وتمييزًا أكبر مقارنةً بالمثليين والمثليات ومزدوجي الميول الجنسية، كما أنّهم قد يقعون ضحيةً لما يُسَمّى الاغتصاب التصحيحي أيضًا.
يعتقد بعض علماء الاجتماع -مثل مارك كارينغان- بأنّ التمييز اللاجنسي له علاقة بالتهميش، وبأنّه في المعظم ناتج عن غياب الفهم والوعي لماهية اللاجنسية، كما يوجد أيضًا جدل حول ضم اللاجنسية إلى مجتمع الميم (إل جي بي تي)، وحول وضعهم تحت مظلة أحرار الجنس، مع بعض الاعتقاد بعدم مواجهة اللاجنسيين للاضطهاد، وبأنهم مُتَعدّين على مجتمع إل جي بي تي.

## التمييز المؤسساتي
يمكن إلغاء الزواج في بعض المحاكم القضائية إن لم يتم إضفاء الشرعية عليه بإتمام الجماع، وهذا يُنظَر إليه كفعل تمييزي ضد اللاجنسيين، وكذلك الأمر في بعض برامج التثقيف الجنسي المدرسية التي يُعتَقد بأنها متورّطة بالتمييز ضد اللاجنسيين أيضًا.

## التمييز الاجتماعي
قد يحدث التمييز الاجتماعي ضد اللاجنسيين باعتبار المغايرة الجنسية السلوك الجنسي الافتراضي لجميع الأشخاص (معيارية المغايرة)، أو باعتبار اللاجنسيين مثليين أو مثليات في حالة إنكار.

## المساعي المناهضة للتمييز
صنّف قانون «عدم تمييز التوجهات الجنسية» في نيويورك اللاجنسية كمجموعة محمية.
كما أُسِّسَت منظمات مثل «شبكة التعليم والظهور اللاجنسية» التي أنشأها ديفيد جاي في عام 2001، بهدف نشر الوعي حول اللاجنسية، وذلك يتضمن مناقشتها في المدارس بغية تثبيط المواقف والاتجاهات التمييزية، وكذلك يوجد حدث مُنَظّم يدعى «أسبوع التوعية حول اللاجنسية» مؤسَّس من قبل سارة بيث بروكس في عام 2010، يهدف أيضًا إلى التوعية حول اللاجنسية، وإلى دحض الأفكار الخاطئة حولها، إضافةً إلى ذلك، كانت هناك محاولات لزيادة التوعية حول اللاجنسية في الجامعات.
دعا جورج نورمان -المرشح البرلماني لحزب العمال البريطاني- البرلمان في عام 2015 إلى إضافة اللاجنسية للتشريع الخاص بالمساواة، وإلى إدراك أنّ نسبة 1% من الناخبين في المملكة المتحدة هم من اللاجنسيين.